# Juan Carlos Portillo González
Juan Carlos Portillo González (Malaga, 7 luglio 1970) è un ex calciatore spagnolo, di ruolo centrocampista.

## Caratteristiche tecniche
In attività era un centrocampista con spiccata propensione al gol.

## Carriera
Ha giocato per gran parte della sua carriera con l'Almería.